# Suvorove, Putîvl
Suvorove (în ucraineană Суворове) este un sat în comuna Ciornobrîvkîne din raionul Putîvl, regiunea Sumî, Ucraina.

## Demografie
Componența lingvistică a localității Suvorove
     Rusă (58,46%)
     Ucraineană (41,54%)
Conform recensământului din 2001, majoritatea populației localității Suvorove era vorbitoare de rusă (58,46%), existând în minoritate și vorbitori de ucraineană (41,54%).